# Chotča
Chotča (bis 1927 slowakisch „Hoča“; ungarisch Hocsa) ist eine Gemeinde im Nordosten der Slowakei mit 652 Einwohnern (Stand 31. Dezember 2024), die zum Okres Stropkov, einem Kreis des Prešovský kraj gehört.

## Geographie

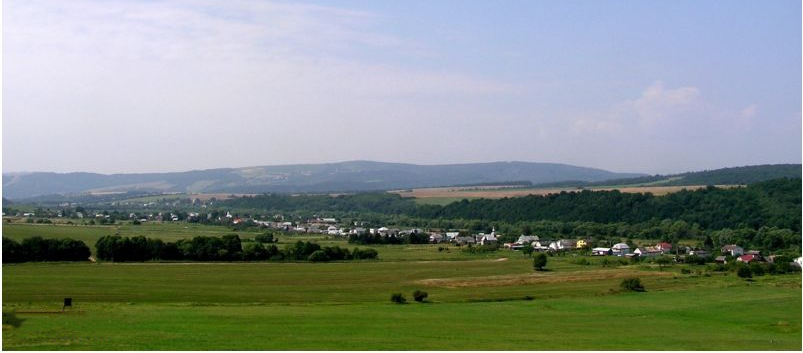
Chotča

Die Gemeinde befindet sich in den Niederen Beskiden im Bergland Ondavská vrchovina, im Tal und am linken Ufer des Baches Chotčianka im Einzugsgebiet der Ondava. Das Ortszentrum liegt auf einer Höhe von 226 m n.m. und ist fünf Kilometer von Stropkov entfernt.
Nachbargemeinden sind Vyškovce im Westen, Nordwesten und Norden, Bukovce im Nordosten, Veľkrop im Osten, Breznička im Südosten, Stropkov im Süden und Krušinec im Südwesten.

## Geschichte

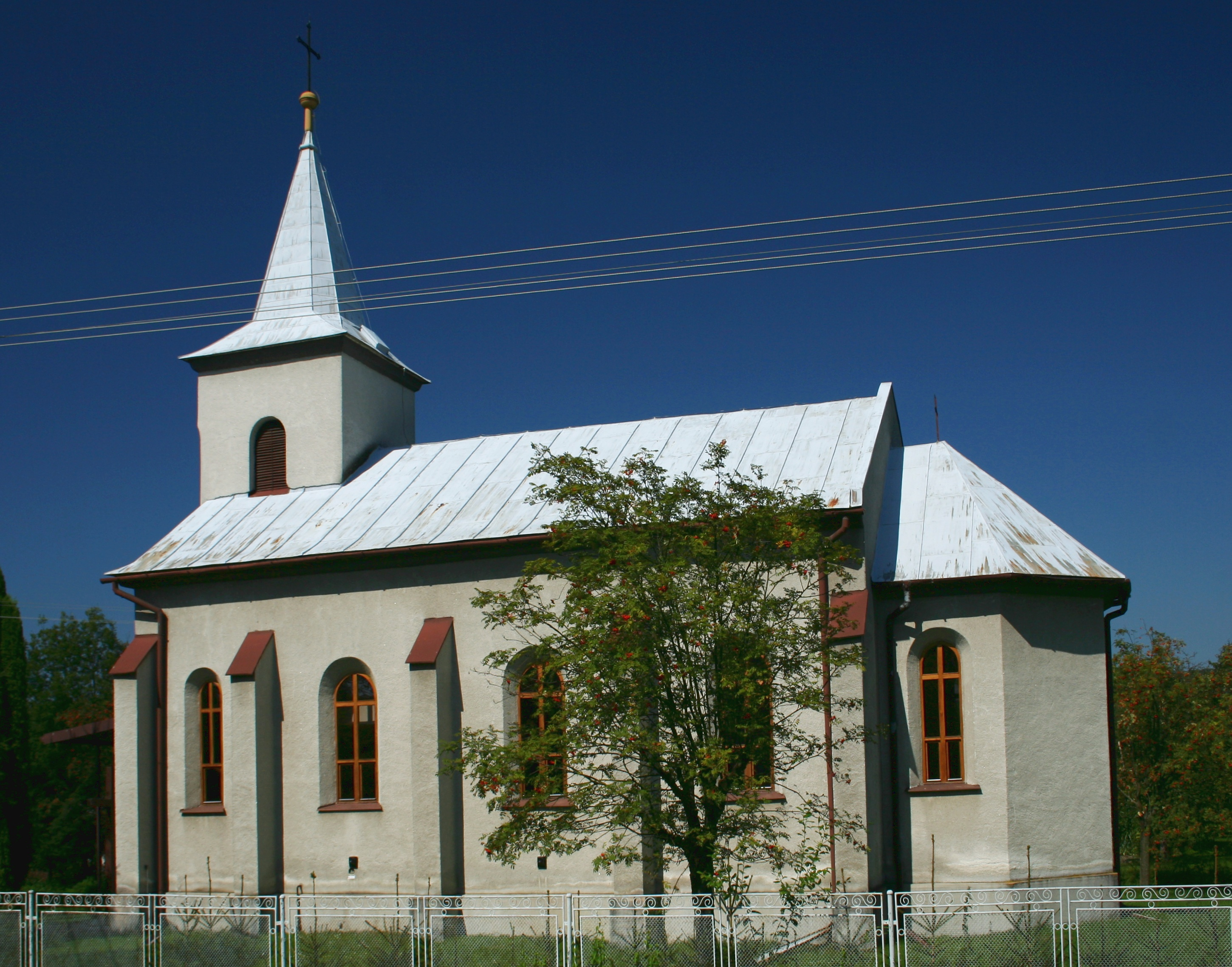
Kirche im Ort

Chotča wurde zum ersten Mal 1379 als Huchina schriftlich erwähnt und war Teil der Herrschaft von Stročín, später Stropkov. Weitere historische Bezeichnungen sind unter anderen Hathchow oder Hotcho (1408), Hothcza (1430) und Hoča (1786). 1598 standen 23 Bauernhäuser im Ort. Vom 17. bis zum 19. Jahrhundert war das Dorf Besitz der Familie Keglevich.
1715 gab es in Chotča 27 verlassene und sieben bewohnte Haushalte, nachdem die Einwohner durch eine Pestepidemie im Jahr 1663 schwer betroffen wurde. 1787 hatte die Ortschaft 54 Häuser und 415 Einwohner, 1828 zählte man 84 Häuser und 628 Einwohner, die als Viehzüchter und Waldarbeiter beschäftigt waren.
Bis 1918 gehörte der im Komitat Semplin liegende Ort zum Königreich Ungarn und kam danach zur Tschechoslowakei beziehungsweise heute Slowakei. Vor 1945 waren Korbmacherei, Stellmacherei, Weberei und Herstellung von Eisen- und Holzschwellen im Ort verbreitet. Nach dem Zweiten Weltkrieg wurde die örtliche Einheitliche landwirtschaftliche Genossenschaft (Abk. JRD) im Jahr 1958 gegründet, einige Bewohner pendelten zur Arbeit in Industriegebiete in Stropkov, Svidník und Bardejov.

## Bevölkerung
| Jahr                | 1994 | 2004    | 2014    | 2024     |
| ------------------- | ---- | ------- | ------- | -------- |
| Anzahl der Personen | 529  | 569     | 590     | 652      |
| Unterschied         |      | +7,56 % | +3,69 % | +10,50 % |

| Jahr                | 2023 | 2024 |
| ------------------- | ---- | ---- |
| Anzahl der Personen | 652  | 652  |
| Unterschied         |      | +0 % |

Nach der Volkszählung 2011 wohnten in Chotča 552 Einwohner, davon 510 Slowaken, 31 Russinen, vier Ukrainer sowie jeweils ein Deutscher und Tscheche. Fünf Einwohner machten keine Angabe zur Ethnie.
308 Einwohner bekannten sich zur römisch-katholischen Kirche, 212 Einwohner zur griechisch-katholischen Kirche, 19 Einwohner zur orthodoxen Kirche und zwei Einwohner zu den Zeugen Jehovas. Drei Einwohner waren konfessionslos und bei acht Einwohnern wurde die Konfession nicht ermittelt.

## Bauwerke und Denkmäler
- römisch-katholische Herz-Jesu-Kirche aus dem Jahr 1910[6]
- Militärfriedhof aus dem Ersten Weltkrieg, in den späten 1990er Jahren erneuert[7]

## Verkehr
Durch Chotča passiert die Cesta II. triedy 575 („Straße 2. Ordnung“) zwischen Stropkov und Krásny Brod.